# Trachydora
Trachydora là một chi bướm đêm thuộc họ Cosmopterigidae.

## Các loài
- Trachydora musaea Meyrick, 1897
- Trachydora pygaea Turner, 1923